# Nógrádsáp
Nógrádsáp est un village et une commune du comitat de Nógrád en Hongrie.